# خلدون الخوالده
خلدون الخوالده (عربی: خلدون عبد المعطي خلف حمدان الخوالدة؛ زادهٔ ۱۸ آوریل ۱۹۹۱) بازیکن فوتبال اهل اردن است.
از باشگاه‌هایی که در آن بازی کرده‌است می‌توان به باشگاه ورزشی الفیصلی اشاره کرد.
وی همچنین در تیم‌های ملی فوتبال زیر ۲۳ سال اردن و اردن بازی کرده‌است.